# 첼시 (맨해튼)

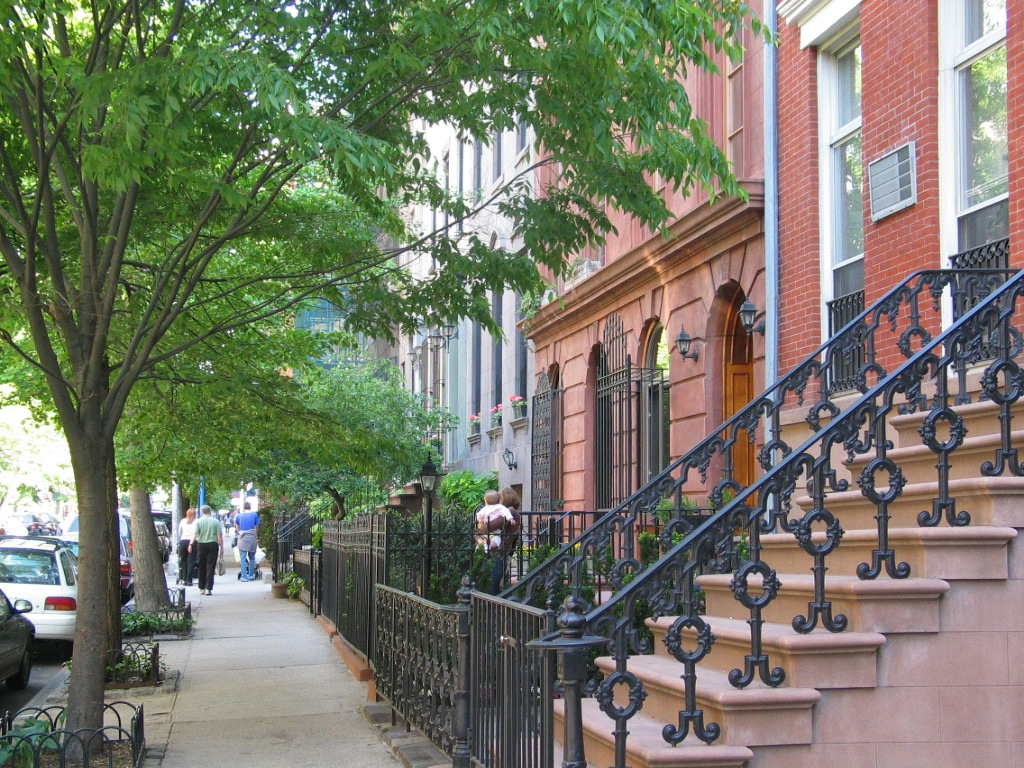
첼시

첼시(Chelsea)는 맨해튼 남서부의 지역을 뜻한다. 대표적인 게이 빌리지로, 다양한 갤러리가 있다.